# Chaetodipterus
Genre
Chaetodipterus est un genre de poissons de l'ordre des Perciformes.

## Liste des espèces
- Chaetodipterus faber (Broussonet, 1782)
- Chaetodipterus lippei (Steindachner, 1895)
- Chaetodipterus zonatus (Girard, 1858)